# ロンドン覚書
ロンドン覚書（ロンドンおぼえがき）とは、1862年（文久2年）に江戸幕府が派遣した文久遣欧使節（正使・竹内保徳）がイギリスと結んだ、日本の開市・開港を延期する覚書のことである。

## 概要
1858年、江戸幕府は開国を迫る欧米列強と相次いで修好通商条約を結ぶ（安政五カ国条約）。その中で、幕府は江戸・大阪（両都）の開市、新潟・兵庫（両港）の開港を約束していた。しかし、国内の経済問題や政治問題によって期限内の履行が難しくなり、これら開市開港の延期を各国に求めた。
文久遣欧使節団は最初フランスに赴き、仏外相と交渉するが不調に終わる。その後、イギリスへ渡り英外相ラッセルとの交渉の末、駐日英国公使ラザフォード・オールコックと1862年6月6日にロンドン覚書を締結し、開市開港の延期を定めた。この後、イギリスの働きかけもあって、他国との交渉も進み、同年10月2日にパリ覚書を締結して延期は一定の解決を見る。
日本は開市開港の延期を認められたものの、代償として関税の低減化を始めとする貿易の自由化を認めさせられた。

## 内容
主な内容は以下の通り。
また、これら代償が履行されない場合には延期の取り消しも定められていた。